# Góré

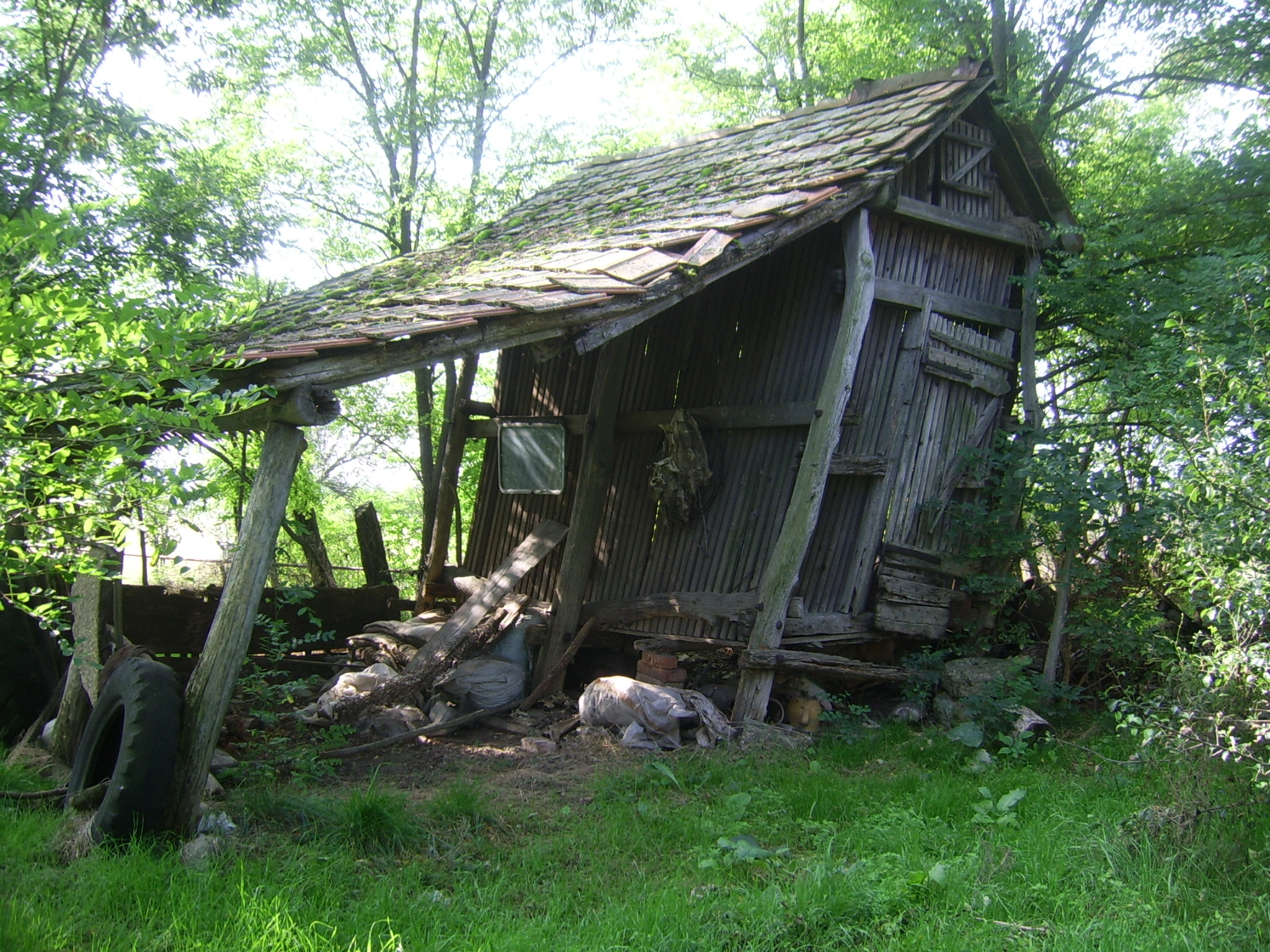
Lécezett, cserépfedésű góré egy Szentes környéki tanyán

A góré csöves takarmányok szárítására és tárolására szolgáló építmény, amely a Kárpát-medence kukoricatermelő vidékein mindenfelé megtalálható. Az építményt a magyar nyelvterület egyes részein kas vagy kotárka néven ismerik. A galiciai hórreo rokona.
A góré Kárpát-medencében a kukorica elterjedésével egy időben vált igazán ismertté, bár néhány forrás már korábban is említi. A góré-típusú építmények a mediterrán térségben már az ókor folyamán megjelentek. Magyarországon igazán a 18. században kezdett terjedni. Használata a 20. század elején a szegényparasztság kivételével minden agrárgazdálkodó rétegben elterjedt volt.

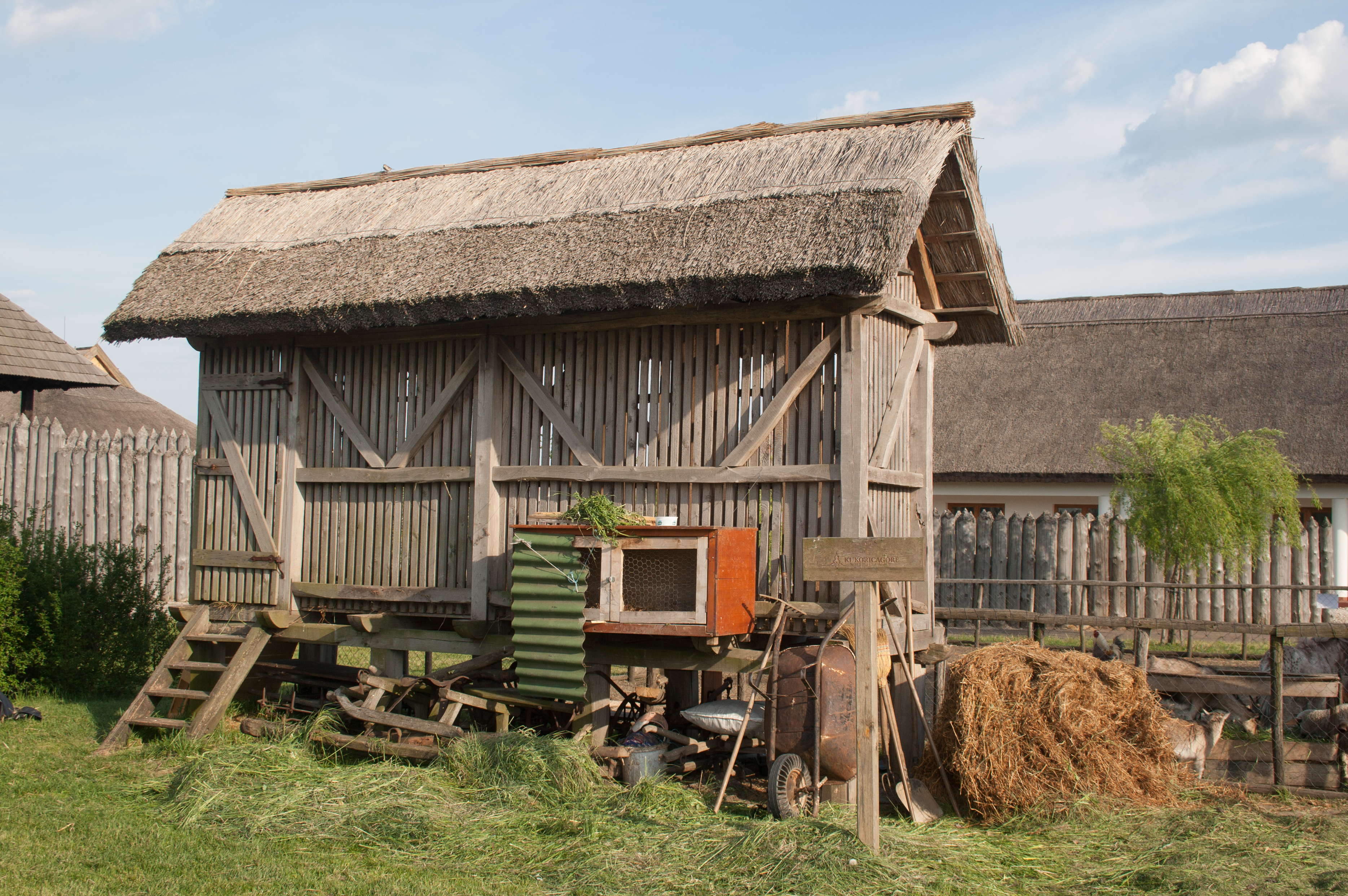
Kukoricagóré az M3 Archeoparkban

A góré vázát az erős, teherbíró gerendázat jelenti, a tárolóteret pedig fonott, vagy pedig lécezett fal választja el a külvilágtól. Magyarország keleti területein gyakran láthatóak az utcafronti téglakerítéssel egybeépített, félig téglából, félig lécből épített górék. Az építmény padlója kiemelt, nem érintkezik a talajjal, hogy a benne tárolt termény gombásodását megakadályozzák. A góré fedett, tetejének anyaga tájegységenként változó: korábban nád és zsindely, a 20. században inkább a cseréptető terjedt el. Az Alföld tanyavilágában a górékat gyakran integrálták a udvar egyéb gazdasági célú építményeibe: fala egyben ólak kerítését vagy a kocsiszín falát is jelentette. Az építmény a Kárpát-medencében rendszerint téglalap alaprajzú, de ismeretes néhány kerek alaprajzú tároló is. A tárolóhelyiség bejárata a rövidebb oldalon kapott helyet.